# Higuera de la Serena
Higuera de la Serena je španělské město situované v provincii Badajoz (autonomní společenství Extremadura).

## Poloha
Obec je vzdálena 21 km od Castuery, 141 km od města Badajoz a 363 km od Madridu. Patří do okresu La Serena a soudního okresu Castuera.

## Historie
V roce 1834 se obec stává součástí soudního okresu Castuera. V roce 1842 čítala obec 230 usedlostí a 953 obyvatel.

## Odkazy

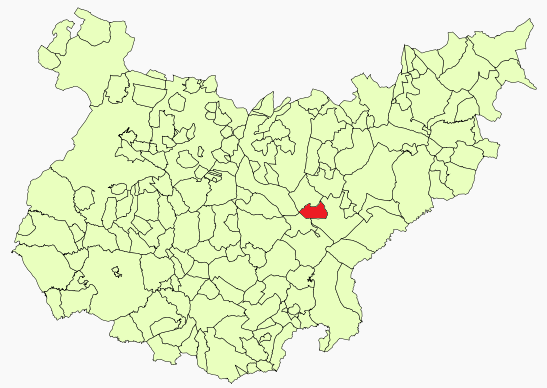
Poloha obce v provincii Badajoz

## Demografie
| Populace obce Higuera de la Serena z let (1842–2010) | Populace obce Higuera de la Serena z let (1842–2010) | Populace obce Higuera de la Serena z let (1842–2010) | Populace obce Higuera de la Serena z let (1842–2010) | Populace obce Higuera de la Serena z let (1842–2010) | Populace obce Higuera de la Serena z let (1842–2010) | Populace obce Higuera de la Serena z let (1842–2010) | Populace obce Higuera de la Serena z let (1842–2010) | Populace obce Higuera de la Serena z let (1842–2010) | Populace obce Higuera de la Serena z let (1842–2010) | Populace obce Higuera de la Serena z let (1842–2010) | Populace obce Higuera de la Serena z let (1842–2010) | Populace obce Higuera de la Serena z let (1842–2010) | Populace obce Higuera de la Serena z let (1842–2010) | Populace obce Higuera de la Serena z let (1842–2010) | Populace obce Higuera de la Serena z let (1842–2010) | Populace obce Higuera de la Serena z let (1842–2010) | Populace obce Higuera de la Serena z let (1842–2010) |
| ---------------------------------------------------- | ---------------------------------------------------- | ---------------------------------------------------- | ---------------------------------------------------- | ---------------------------------------------------- | ---------------------------------------------------- | ---------------------------------------------------- | ---------------------------------------------------- | ---------------------------------------------------- | ---------------------------------------------------- | ---------------------------------------------------- | ---------------------------------------------------- | ---------------------------------------------------- | ---------------------------------------------------- | ---------------------------------------------------- | ---------------------------------------------------- | ---------------------------------------------------- | ---------------------------------------------------- |
| 1842                                                 | 1857                                                 | 1860                                                 | 1877                                                 | 1887                                                 | 1897                                                 | 1900                                                 | 1910                                                 | 1920                                                 | 1930                                                 | 1940                                                 | 1950                                                 | 1960                                                 | 1970                                                 | 1981                                                 | 1991                                                 | 2001                                                 | 2010                                                 |
| 953                                                  | 1 472                                                | 1 466                                                | 1 550                                                | 1 774                                                | 2 031                                                | 1 933                                                | 2 193                                                | 2 362                                                | 2 664                                                | 2 723                                                | 3 072                                                | 3 137                                                | 2 188                                                | 1 528                                                | 1 210                                                | 1 198                                                | 1 036                                                |